# Landeswahlkreis Oberösterreich
Der Landeswahlkreis Oberösterreich ist ein Landeswahlkreis in Österreich, der bei Wahlen zum Nationalrat für die Vergabe der Mandate im zweiten Ermittlungsverfahren gebildet wird. Der Wahlkreis umfasst das Bundesland Oberösterreich.
Bei der Nationalratswahl 2019 waren im Landeswahlkreis Oberösterreich 1.104.436 Personen wahlberechtigt, wobei bei der Wahl die Österreichische Volkspartei (ÖVP) mit 36,8 % als stärkste Partei hervorging. Von den 32 vergebenen Mandaten entfielen elf auf die ÖVP, sieben auf die Sozialdemokratische Partei Österreichs (SPÖ), fünf auf die Freiheitliche Partei Österreichs (FPÖ), vier auf Die Grünen – Die Grüne Alternative (GRÜNE) und zwei auf die NEOS. Davon waren über Grundmandate in den Regionalwahlkreisen bereits 9 an die ÖVP, jeweils vier an die SPÖ und die FPÖ sowie zwei an die Grünen vergeben worden.

## Geschichte
Nach dem Ende des Staates Österreich-Ungarn wurde für das Gebiet von Oberösterreich mit der Wahlordnung 1918 für die Wahl der konstituierenden Nationalversammlung insgesamt sechs Wahlkreise geschaffen. Dies waren die Wahlkreise Linz und Umgebung (Wahlkreis 13), Innviertel (WK 14), Hausruckviertel(WK 15), Traunviertel(WK 16), Mühlviertel (WK 17) und Böhmerwaldgau (WK 18), der Gerichtsbezirke im heutigen Südböhmen umfasste. Nachdem das Gebiet in Südböhmen endgültig dem tschechoslowakischen Staat zugefallen war, bestanden auf dem Gebiet des Bundeslandes Oberösterreichs nur noch die Wahlkreise 12 bis 16, die den ursprünglichen Wahlkreisen ohne dem Böhmerwaldgau entsprachen. Nachdem die Wahlordnung von 1923 von der austrofaschistischen Regierung 1934 außer Kraft gesetzt worden war, wurde die ursprüngliche Einteilung der Wahlkreise nach dem Zweiten Weltkrieg mit dem Verfassungsgesetz vom 19. Oktober 1945 weitgehend wieder eingeführt. Dennoch kam es nach 1945 mehrfach zu kleineren Veränderungen zwischen den Wahlkreisen, die jedoch die prinzipielle Teilung Oberösterreichs in fünf Wahlkreise nicht berührte. 1971 wurde mit der Nationalrats-Wahlordnung 1971 schließlich eine tiefgreifende Wahlkreisreform durchgeführt, mit der die Anzahl der Wahlkreise in Österreich auf nur noch neun reduziert wurde. Für das Bundesland Oberösterreich bestand in der Folge nur noch ein Wahlkreis, der Wahlkreis Oberösterreich (Wahlkreis 4). Mit Inkrafttreten der Nationalrats-Wahlordnung 1992 wurde das österreichische Bundesgebiet schließlich in 43 Regionalwahlkreise unterteilt und somit ein drittes Ermittlungsverfahren eingeführt, wobei der Landeswahlkreis Oberösterreich (Wahlkreis 4) für das erste Ermittlungsverfahren in die fünf Regionalwahlkreise Linz und Umgebung (4A), Innviertel (4B), Hausruckviertel (4C), Mühlviertel (4D) und Traunviertel (4E) unterteilt, die auch den gleichnamigen Landtagswahlkreisen entsprechen. Der Landeswahlkreis Oberösterreich erhielt in der Folge 1993 32 Mandate zugewiesen, wobei die Neuberechnung der Mandatsverteilung zwischen den Bundesländern im Jahr 2002 (nach den Ergebnissen der Volkszählung 2001) für den Landeswahlkreis Oberösterreich zu keinen Veränderungen führte.
Bei den bisherigen Wahlen wechselte die Position als stärkste Partei mehrmals zwischen ÖVP und SPÖ. Die FPÖ lag jeweils an dritter Stelle.

## Wahlergebnisse
| Nationalratswahlen im Landeswahlkreis Oberösterreich | Nationalratswahlen im Landeswahlkreis Oberösterreich | Nationalratswahlen im Landeswahlkreis Oberösterreich | Nationalratswahlen im Landeswahlkreis Oberösterreich | Nationalratswahlen im Landeswahlkreis Oberösterreich | Nationalratswahlen im Landeswahlkreis Oberösterreich | Nationalratswahlen im Landeswahlkreis Oberösterreich | Nationalratswahlen im Landeswahlkreis Oberösterreich | Nationalratswahlen im Landeswahlkreis Oberösterreich | Nationalratswahlen im Landeswahlkreis Oberösterreich | Nationalratswahlen im Landeswahlkreis Oberösterreich | Nationalratswahlen im Landeswahlkreis Oberösterreich |
| Wahltermin                                           | GM                                                   |                                                      | SPÖ                                                  | ÖVP                                                  | FPÖ                                                  | GRÜNE                                                | BZÖ                                                  | LIF/NEOS                                             | FRANK                                                | PILZ/JETZT                                           | Sonstige                                             |
| ---------------------------------------------------- | ---------------------------------------------------- | ---------------------------------------------------- | ---------------------------------------------------- | ---------------------------------------------------- | ---------------------------------------------------- | ---------------------------------------------------- | ---------------------------------------------------- | ---------------------------------------------------- | ---------------------------------------------------- | ---------------------------------------------------- | ---------------------------------------------------- |
| 9. Oktober 1994                                      |                                                      | Stimmenanteile (%)                                   | 34,5                                                 | 28,9                                                 | 22,5                                                 | 7,6                                                  | -                                                    | 4,7                                                  | -                                                    | -                                                    | 1,6                                                  |
| 9. Oktober 1994                                      | 32                                                   | Grundmandate                                         | 11                                                   | 9                                                    | 7                                                    | 2                                                    | -                                                    | 1                                                    | -                                                    | -                                                    | 0                                                    |
| 17. Dezember 1995                                    |                                                      | Stimmenanteile (%)                                   | 38,1                                                 | 29,5                                                 | 21,6                                                 | 5,1                                                  | -                                                    | 4,4                                                  | -                                                    | -                                                    | 1,4                                                  |
| 17. Dezember 1995                                    | 32                                                   | Grundmandate                                         | 12                                                   | 9                                                    | 6                                                    | 1                                                    | -                                                    | 1                                                    | -                                                    | -                                                    | 0                                                    |
| 3. Oktober 1999                                      |                                                      | Stimmenanteile (%)                                   | 33,1                                                 | 28,6                                                 | 26,8                                                 | 7,4                                                  | -                                                    | 2,7                                                  | -                                                    | -                                                    | 1,5                                                  |
| 3. Oktober 1999                                      | 32                                                   | Grundmandate                                         | 10                                                   | 9                                                    | 8                                                    | 2                                                    | -                                                    | 0                                                    | -                                                    | -                                                    | 0                                                    |
| 24. November 2002                                    |                                                      | Stimmenanteile (%)                                   | 37,0                                                 | 42,6                                                 | 10,4                                                 | 8,7                                                  | -                                                    | 0,9                                                  | -                                                    | -                                                    | 0,5                                                  |
| 24. November 2002                                    | 32                                                   | Grundmandate                                         | 11                                                   | 13                                                   | 3                                                    | 2                                                    | -                                                    | 0                                                    | -                                                    | -                                                    | 0                                                    |
| 1. Oktober 2006                                      |                                                      | Stimmenanteile (%)                                   | 36,1                                                 | 35,2                                                 | 12,2                                                 | 10,2                                                 | 2,6                                                  | -                                                    | -                                                    | -                                                    | 3,6                                                  |
| 1. Oktober 2006                                      | 32                                                   | Grundmandate                                         | 11                                                   | 11                                                   | 3                                                    | 3                                                    | 0                                                    | -                                                    | -                                                    | -                                                    | 0                                                    |
| 28. September 2008                                   |                                                      | Stimmenanteile (%)                                   | 30,5                                                 | 26,8                                                 | 19,0                                                 | 9,9                                                  | 9,1                                                  | 1,3                                                  | -                                                    | -                                                    | 3,3                                                  |
| 28. September 2008                                   | 32                                                   | Grundmandate                                         | 9                                                    | 8                                                    | 6                                                    | 3                                                    | 2                                                    | 0                                                    | -                                                    | -                                                    | 0                                                    |
| 29. September 2013                                   |                                                      | Stimmenanteile (%)                                   | 27,2                                                 | 25,4                                                 | 21,4                                                 | 12,2                                                 | 3,5                                                  | 3,4                                                  | 4,8                                                  | -                                                    | 2,1                                                  |
| 29. September 2013                                   | 32                                                   | Grundmandate                                         | 8                                                    | 8                                                    | 6                                                    | 3                                                    | 0                                                    | 1                                                    | 1                                                    | -                                                    | 0                                                    |
| 15. Oktober 2017                                     |                                                      | Stimmenanteile (%)                                   | 27,6                                                 | 31,5                                                 | 26,8                                                 | 3,7                                                  | -                                                    | 4,8                                                  | -                                                    | 3,7                                                  | 1,9                                                  |
| 15. Oktober 2017                                     | 32                                                   | Grundmandate                                         | 8                                                    | 10                                                   | 8                                                    | 0                                                    | -                                                    | 1                                                    | -                                                    | 1                                                    | 0                                                    |
| 29. September 2019                                   |                                                      | Stimmenanteile (%)                                   | 22,1                                                 | 36,8                                                 | 17,5                                                 | 13,7                                                 | -                                                    | 7,3                                                  | -                                                    | 1,5                                                  | 1,1                                                  |
| 29. September 2019                                   | 32                                                   | Grundmandate                                         | 7                                                    | 11                                                   | 5                                                    | 4                                                    | -                                                    | 2                                                    | -                                                    | 0                                                    | 0                                                    |
| 29. September 2024                                   |                                                      | Stimmenanteile (%)                                   | 20,3                                                 | 26,3                                                 | 30,5                                                 | 8,3                                                  | -                                                    | 8,4                                                  | -                                                    | -                                                    | 6,3                                                  |
| 29. September 2024                                   | 32                                                   | Grundmandate                                         | 6                                                    | 8                                                    | 9                                                    | 2                                                    | -                                                    | 2                                                    | -                                                    | -                                                    | 0                                                    |